# Hüttenberg (Caríntia)
Hüttenberg (Caríntia) é um município da Áustria localizado no distrito de Sankt Veit an der Glan, no estado de Caríntia.
É a terra natal do explorador e alpinista Heinrich Harrer, autor do livro Sete Anos no Tibete (1912-2006). Existe um museu em sua homenagem.